# Viola demetria
Viola demetria Prolongo ex Boiss. – gatunek roślin z rodziny fiołkowatych (Violaceae). Występuje naturalnie w Portugalii i Hiszpanii, a także prawdopodobnie w Maroku.

## Morfologia
PokrójBylina tworząca kłącza.
LiścieBlaszka liściowa jest siedząca i ma kształt od równowąskiego do lancetowatego. Mierzy 1–5 cm długości, jest całobrzega, ma sercowatą nasadę i ostry wierzchołek. Przylistki są rozdwojone.
KwiatyPojedyncze, wyrastające z kątów pędów. Mają działki kielicha o lancetowatym kształcie. Płatki są odwrotnie jajowate i mają różową barwę, dolny płatek posiada obłą ostrogę o długości 16-18 mm.
OwoceTorebki o jajowatym kształcie.

## Biologia i ekologia
Rośnie na terenach skalistych, na wysokości od 600 do 1900 m n.p.m.